# Phaneta stramineana
Phaneta stramineana is een vlinder uit de familie van de bladrollers (Tortricidae). De wetenschappelijke naam van de soort is, als Semasia stramineana, voor het eerst geldig gepubliceerd in 1879 door Thomas de Grey Walsingham. De combinatie in Phaneta werd in 1983 door Powell gemaakt.

## Type
- lectotype: "male. VII.1872. Walsingham. genitalia slide no. 11601"
- instituut: BMNH, Londen, Engeland
- typelocatie: "USA, Colorado, Denver"

Het lectotype werd vastgelegd door Wright in 2010.

## Andere combinaties
- Thiodia stramineana (Walsingham, 1879) door Fernald, 1903
- Eucosma stramineana (Walsingham, 1879) door Barnes & McDunnough, 1917